# Tatjana Patitz
Tatjana Patitz (Hamburgo, Alemania; 25 de mayo de 1966-Santa Bárbara, California; 11 de enero de 2023) fue una supermodelo y actriz alemana que se dio a conocer en los años 1980 y 1990 al desfilar y figurar en revistas como Elle, Harper's Bazaar y Vogue. Patitz es una de las "cinco grandes" supermodelos que aparecen en el videoclip de 1990, "Freedom! '90" de George Michael, y está relacionada con la producción editorial, así como las campañas y obras de los fotógrafos Herb Ritts y Peter Lindbergh.
En su libro de 2015 Modelos de Influencia: 50 Modelos Que Resetearon el Curso de la Moda, Nigel Barker habló sobre la carrera como modelo de Patitz durante la cima de la era de las supermodelos en los 1980 y 1990, escribiendo que Patitz poseía el exotismo y rango emocional que la separaba de sus compañeras de profesión. En su autobiografía de 2012, el director creativo de Vogue Grace Coddington dijo que tenía una visión de Patitz como una de las supermodelos originales y un condimento obligatorio en la pasarela. Harper's Bazaar escribió sobre ella, "Ciertamente, la apariencia de Patitz confunde. Como Garbo o la Mona Lisa, las líneas e iluminación se atreven ir en contra de la definición." La editora de Vogue, Anna Wintour declaró que Patitz siempre había sido una de sus modelos favoritas. El trabajo de Patitz abarcó tanto la época exhibicionista de los 1980 como la minimalista de los 1990, como Barker concluyó, "Las imágenes más infinitas son aquellas en las que aún parecía ella misma."
Patitz fue una ávida amante de los animales y del medio ambiente, realizando campañas para causas relacionadas con la ecología y los derechos de los animales.

## Primeros años
Patitz nació en Hamburgo, Alemania, y creció en Skanör, Suecia, de padre alemán, un periodista de viajes, y madre estonia que había sido bailarina; se conocieron en España, en un evento en que él asistía para escribir un artículo y ella actuaba con su compañía de baile. Patitz aprendió a montar a caballo a los siete años y pasaba los veranos junto a su familia en una casa de Mallorca, donde participaba en campamentos de equitación.

## Vida personal
En 1989, Patitz se fue a vivir a un rancho en Malibu, California, donde en 2009 tenía cuatro caballos, cuatro perros y dos gatos, comentando "Necesito naturaleza alrededor de mí". Tuvo un hijo, Jonah, nacido en 2004, y tiempo después se separó del padre, un ejecutivo de marketing.
Patitz era vegetariana.